# Edouard Daher
Edouard Georges Daher BC (ur. 23 kwietnia 1973 w Al-Ka’a) – duchowny melchicki, od 2013 arcybiskup Trypolisu Libańskiego.

## Życiorys
Święcenia kapłańskie przyjął 8 maja 1999 w zakonie bazylianów soaryckich. Po święceniach został mistrzem nowicjatu, a dwa lata później objął funkcję rektora zakonnego seminarium. W latach 2003–2004 pracował w kolegium w Zahli, a w kolejnych latach kierował klasztorami w Karkafé i Zahli.
9 lipca 2013 papież Franciszek zatwierdził jego wybór na archieparchę Trypolisu Libańskiego. Chirotonii udzielił mu 7 września 2013 ówczesny patriarcha Grzegorz III Laham.